# امام‌قلی عمادالدوله
امامقلی میرزا عمادالدوله، یا عمادالدوله دولتشاه یا به اختصار عمادالدوله، از رجال نامدار ایران در عصر قاجار و پسر ششم محمد علی دولتشاه  بود. عمادالدوله همچون پدرش دولتشاه برای سالیان مدید حکومت ایالات غربی ایران را بر عهده داشت و با عنوان والی غرب و سرحددار عراقین خوانده می‌شد. وی همچنین مدتی وزیر عدلیه (دادگستری) ایران بود.
نسبت بیشتر اعضای خاندان دولتشاهی که نوادگان دولتشاه بودند به امامقلی میرزای عمادالدوله می‌رسد. وی افزون بر مناصب دولتی، طبع شعر نیز داشت و با خطی خوش می‌نگاشت. از او آثاری مکتوب همچون کتاب انشاء و همین‌طور اشعاری به زبانهای فارسی و عربی باقی مانده‌است.

## سالهای نخست زندگی
امامقلی میرزای عمادالدوله در سال ۱۲۳۰ هجری قمری در کرمانشاه متولد شد. پدرش محمدعلی میرزا دولتشاه، پسر بزرگ فتحعلیشاه قاجار و از رجال پرآوازه عصر قاجار و مادرش مهرافروزخانم کلهر دختر یکی از بزرگان ایل کلهر بود. دولتشاه که جد اعلای خاندان دولتشاهی محسوب می‌شود، به مدت نزدیک به ۱۶ سال حاکم کرمانشاه و سایر ایالات غربی ایران بود. او از خود ۱۰ پسر و ۱۴ دختر برجای گذاشت و امام‌قلی میرزا پسر ششم وی بود. بر اساس شجره‌نامه‌های موجود از خاندان دولتشاهی، بیشتر نوادگان دولتشاه (دولتشاهی‌ها) از فرزندان و اعقاب امامقلی میرزا محسوب می‌شوند.
امامقلی میرزا در زمان حیات پدرش و همین‌طور پس از او، تا زمان حکومت برادر بزرگش، حشمت‌الدوله به تحصیل علوم در زادگاه خویش پرداخت. وی بعدها با روی کار آمدن محمدشاه جزو شاهزادگانی بود که مورد خشم و سوءظن قرار گرفت و به کرمان گریخت و در آنجا به مدت ۱۲ سال در کرمان به همراه مادرش مهرافروزخانم کلهر دور از قدرت زندگی کرد. اما پس از آنکه محمدشاه در ۱۲۶۴ درگذشت، بار دیگر به کرمانشاه بازگشت و از ۱۲۶۷ تا ۱۲۹۱ قمری  و سپس برای بار دوم در ۱۲۹۲ حاکم کرمانشاه بود.

## اقامت در کرمان
محمدابراهیم باستانی پاریزی، دربارهٔ دوران اقامت امامقلی میرزا در کرمان، که ظاهراً در دوران نوجوانی وی بوده‌است، چنین می‌نویسند:
درجریان اختلافات شاهزادگان فتحعلی شاه با عباس میرزا ولیعهد و روی کارآمدن پسرش محمد میرزا، (محمد شاه) جمعی کثیر از شاهزادگان مورد خشم قرار گرفتند. بعضی مثل حسینعلی میرزا فرمانفرمای فارس منکوب شدند و برخی مثل شجاع السلطنه حاکم کرمان کور شدند و برخی زندانی قلعه اردبیل شدند (بهمن میرزا و غیره)، ضمناً امام قلی میرزا پسر دولتشاه ـ سرسلسله دولتشاهی‌ها و خانواده فاتحی کرمانشاه ـ نیز مورد خشم بود و مادرش مهرافروز خانم [کلهر] با فرزندش به کرمان گریخت و چون می‌دانست که دخترش در کرمان موقعیت مناسبی دارد، خود را به کرمان رساند؛ ولی صلاح ندید که زندگی دختر و دامادش و پسرش را به مخاطره بیندازد.
بنابراین ورودشان را از دختر خود نیز در کرمان مخفی نگاه داشت و از راه گل دوزی و خیاطی، زندگی محقرانه‌ای را اداره می‌کرد… خوشی او در این بود که هفته‌ای یک بار به عنوان فروشنده کیسه، سنگ پا و روشوی به حمام عمومی برود و از دور دختر زیبایش را تماشا کند.
بعد از فوت محمد شاه و دور شدن حاجی میرزا آقاسی و روی کارآمدن ناصرالدین شاه، روزی مهرافروز خانم [کلهر] به حمام رفت و با دخترش که می‌خواست حمام را ترک کند، روبرو شد. اختیار از دستش رفت و فریاد زد: «شمس الملوک، نمی‌خواهی مادرت را ببینی؟» بی درنگ دختر، مادر شکسته و فرسوده خود را شناخت او را در آغوش کشید و گفت: «مادر، کجا بودی؟ دوازده سال است که در جستجوی تو بودم و به نتیجه‌ای نرسیده بودم».

پس از چند روز، زندگی آن خانم مسیر دیگری گرفت، مهرافروز خانم [کلهر] به‌اندرونی سرکار آقا ـ رئیس فرقه شیخیه ـ منتقل شد و امامقلی میرزا در منزل شایسته‌ای مقیم گردید و جزو شاگردان برجستة فرقه شیخیه درآمد. به پیروی از اندرز مادر، امامقلی میرزا نامه‌ای به ناصرالدین شاه نوشت و خود را معرفی کرد. شاه او را به تهران دعوت کرد و او در قصر گلستان حضور شاه بار یافت. ناصرالدین شاه با او ملاطفت بسیارکرد و… به او لقب عمادالدوله اعطاء و حکومت کرمانشاهان و غرب را به او واگذار کرد.

## در تهران
امامقلی میرزا پس از اینکه به تهران آمد، با عنایت ویژه ناصرالدین شاه به وی، مشغول تحصیل شد و در اغلب علوم مرسوم مهارت کسب کرد.
دهخدا در کتاب لغتنامه ضمن اینکه امامقلی میرزا عمادالدوله را از فضلای دورهٔ قاجار معرفی می‌کند، دربارهٔ او به نقل از کتاب المآثر و الآثار (ص ۱۸۷) چنین می‌نویسد:
امامقلی میرزا در علوم شرق زمینی لاسیما فنون حکمیه زحمات بسیار برده و بمقامی ارجمند رسیده بود. سالها در سن شباب بمثابهٔ طلاب حمل کتاب می‌فرموده بمدارس اساتید می‌رفته و در عرض اهل استفادت می‌نشسته‌است. بالجمله از مشاهیر هنروران دوران بود - انتهی. او راست: کتاب انشاء. (از مؤلفین کتب چاپی، تألیف خانبابامشار)

## انتصاب به حکومت کرمانشاه
امامقلی میرزا به سال ۱۲۶۸ هجری قمری و در زمان سلطنت ناصرالدین‌شاه به عنوان حاکم کرمانشاهان منصوب شد و یک سال بعد، در سال ۱۲۶۹ قمری به لقب عمادالدوله ملقب گردید. وی از آن پس به‌طور تقریباً مداوم (و جز مدتی که همراه شاه به فرنگستان سفر کرد و مدتی که وزیر عدلیه شد)، به مدت قریب به بیست و چهار سال حکومت کرمانشاه و برخی دیگر از نواحی غربی ایران را به‌عهده داشت.
از جمله در سال ۱۲۷۵ هجری قمری، هنگامیکه عموزادهٔ او، خانلرمیرزا از حکومت لرستان معزول و به حکومت اصفهان منصوب گردید، حکومت ولایات لرستان و نهاوند را نیز عهده‌دار گردید.

## سفر به اروپا
در سال ۱۲۹۰ هجری قمری و در سفر اول ناصرالدین شاه به اروپا، امامقلی عمادالدوله یکی از همراهان اصلی شاه و به اصطلاح از ملتزمین رکاب بود.

## انتصاب به وزارت عدلیه
ناصرالدین شاه پس از مراجعت از اروپا به ایران و تحت تأثیر آنچه که در این سفر در فرنگستان دیده بود، تصمیم به ایجاد تشکیلات تازه‌ای با عنوان هیئت دولت گرفت. به همین دلیل به محض ورود به مرز ایران و بواسطه پیشامدهایی که در نبودش در طهران روی داده بود، حاج میرزا حسین خان مشیرالدوله را از صدارت معزول نمود و او را در رشت متوقف ساخت. سپس ضمن ایجاد تشکیلاتی جدید، عده‌ای را به مقام وزارت، عضو این تشکیلات که هیئت دولت خوانده می‌شد، نمود.
در تشکیلات جدید عمادالدوله نیز به عنوان وزیر عدلیه (دادگستری) منصوب گردید و برای نخستین بار به هیئت دولت وارد شد.

## انتصاب مجدد به حکومت ایالات غربی
عمادالدوله تا اوایل سال ۱۲۹۱ قمری در منصب وزارت عدلیه باقی ماند و سپس مجدداً و این بار به جای برادر خود، طهماسب میرزا مؤیدالدوله، به حکومت کرمانشاه و کردستان منصوب گردید.
در این نوبت انتصاب، عمادالدوله خود در کرمانشاه اقامت نمود و پسرش، بدیع‌الملک میرزا حشمت‌السلطنه را از جانب خویش به حکومت کردستان فرستاد.

## ازدواج
حکومت کرمانشاه به مدت چند قرن در دست خاندان کُرد زنگنه بود. قاجاریانی که حکومت کرمانشاه را به دست گرفتند برای مشروعیت بخشیدن به حکومت خود با دختران بزرگان و اشراف کُرد به ویژه ایلات کلهر و زنگنه ازدواج می‌کردند. امام‌قلی عمادالدوله نیز با سلطان‌خانم زنگنه ازدواج کرد که دختر سبزعليخان زنگنه از بزرگان خاندان زنگنه و معروف به «كدخدا» بود. بخشی از املاک ایل زنگنه به واسطۀ ازدواج سلطان‌خانم با امام‌قلی عمادالدوله بار دیگر به مالکیت این ایل درآمد.

## درگذشت
امامقلی میرزا عمادالدوله سرانجام در نیمه رجب سال ۱۲۹۲ هجری قمری در کرمانشاه درگذشت. به جای او، فرزندش حشمت السلطنه، ضمن پرداخت پیشکشی معتنابهی به شاه، به حکومت کرمانشاه و کردستان رسید.

## شعر و خوشنویسی
امامقلی میرزا عمادالدوله مردی ادیب بود و در خوشنویسی تبحر داشت. او در خط شکسته از میرزا عبدالوهاب معتمدالدوله پیروی می‌کرد، و در ضمن دیوان اشعاری مشتمل بر شعرهایی به زبان فارسی و عربی از خود باقی گذاشت. هرچند که گفته شده‌است شعر او چندان انسجام و استحکامی ندارد. گویا وی در شعر «بیضا» تخلص می‌کرده‌است.

## فرزندان
از او فرزندان زیادی به شرح ذیل به جا مانده‌است:
| ردیف | نام                             | تولد/وفات | نام مادر                               | یادداشت‌ها |
| ---- | ------------------------------- | --------- | -------------------------------------- | --- |
| ۱    | علی‌قلی میرزا صارم‌السلطنه        |           |                                        | |
| ۲    | بدیع‌الملک میرزا عمادالدوله      |           | حشمت‌السلطنه                            | دختر محمدصالح بهبهانی از خاندان آل آقا را به زنی داشت. این دختر در شعبان ۱۲۹۹ قمری درگذشت.                                                                                          |
| ۳    | مرتضی‌قلی میرزا منصورالسلطنه     |           |                                        | با بی‌بی‌جان (فوت: محرم ۱۳۰۴ قمری) ازدواج کرد. |
| ۴    | سلطان‌محمدمیرزا یمن‌الدوله        |           |                                        | |
| ۵    | جلال‌الدین میرزا محتشم‌الدوله     |           |                                        | |
| ۶    | امیرمجدالدین میرزا              |           |                                        | |
| ۷    | سلطان‌ابراهیم‌میرزا مشکوه‌الدوله   |           | سلطان‌خانم زنگنه (دختر سبزعلی‎‌خان زنگنه) | |
| ۸    | سلطان‌اسماعیل میرزا محتشم‌السلطان |           | سلطان‌خانم زنگنه                        | در سال ۱۲۹۹ قمری با دختر طهماسب میرزا مؤیدالدوله ازدواج کرد. |
| ۹    | ملک‌قاسم میرزا عمادالسلطان       |           |                                        | |
| ۱۰   | اسحاق میرزا اکرم‌الدوله          |           | سلطان‌خانم زنگنه                        | |
| ۱۱   | ملک‌ایرج میرزا امیرمحترم         |           |                                        | |
| ۱۲   | سرورملک خانم سرورالسلطنه        |           |                                        | به ازدواج ناصرالدین شاه قاجار درآمد و ششمین همسر عقدی شاه بود. او دو سال و چهارماه پس از ازدواج، بلااولاد درگذشت.                                                                   |
| ۱۳   | عزت‌ملک خانم اشرف‌السلطنه         |           |                                        | در تهران با اعتمادالسلطنه ازدواج کرد، پس از درگذشت او با سیدحسین آل‌ثابت ازدواج کرد و به مشهد رفت                                                                                    |
| ۱۴   | ابتهاج‌السلطنه                   |           |                                        | بانویی هنرمند بود و علاوه بر نوشتن انواع خط، نقاشی می‌کرد و نواختن تا را از خواهر آقا حسینقلی آموخته بود. با ابوالنصر میرزا حسام‌السلطنه ازدواج کرد و پسرش جهانگیر مراد بود.          |
| ۱۵   | فرنگیس خانم بهجت‌الدوله          |           |                                        | در ذی‌الحجه ۱۳۰۳ قمری با میرزا احمدخان (پسر مبشرالملک و زیورخانم دختر پاشاخان امین‌الملک) ازدواج کرد. در ذی‌الحجه ۱۳۰۷ قمری به توسط اعتمادالسلطنه از ناصرالدین‌شاه لقب بجهت‌الدوله گرفت. |

## آثار باقی‌مانده
از او مسجدی به نام مسجد عمادالدوله باقی مانده که در سال ۱۲۸۵ هجری قمری در کرمانشاه بنا کرده‌است. او همچنین در ده‌پهن در کرمانشاه عمارتی به نام عمادیه ساخت که در دوران پهلوی تخریب شد.

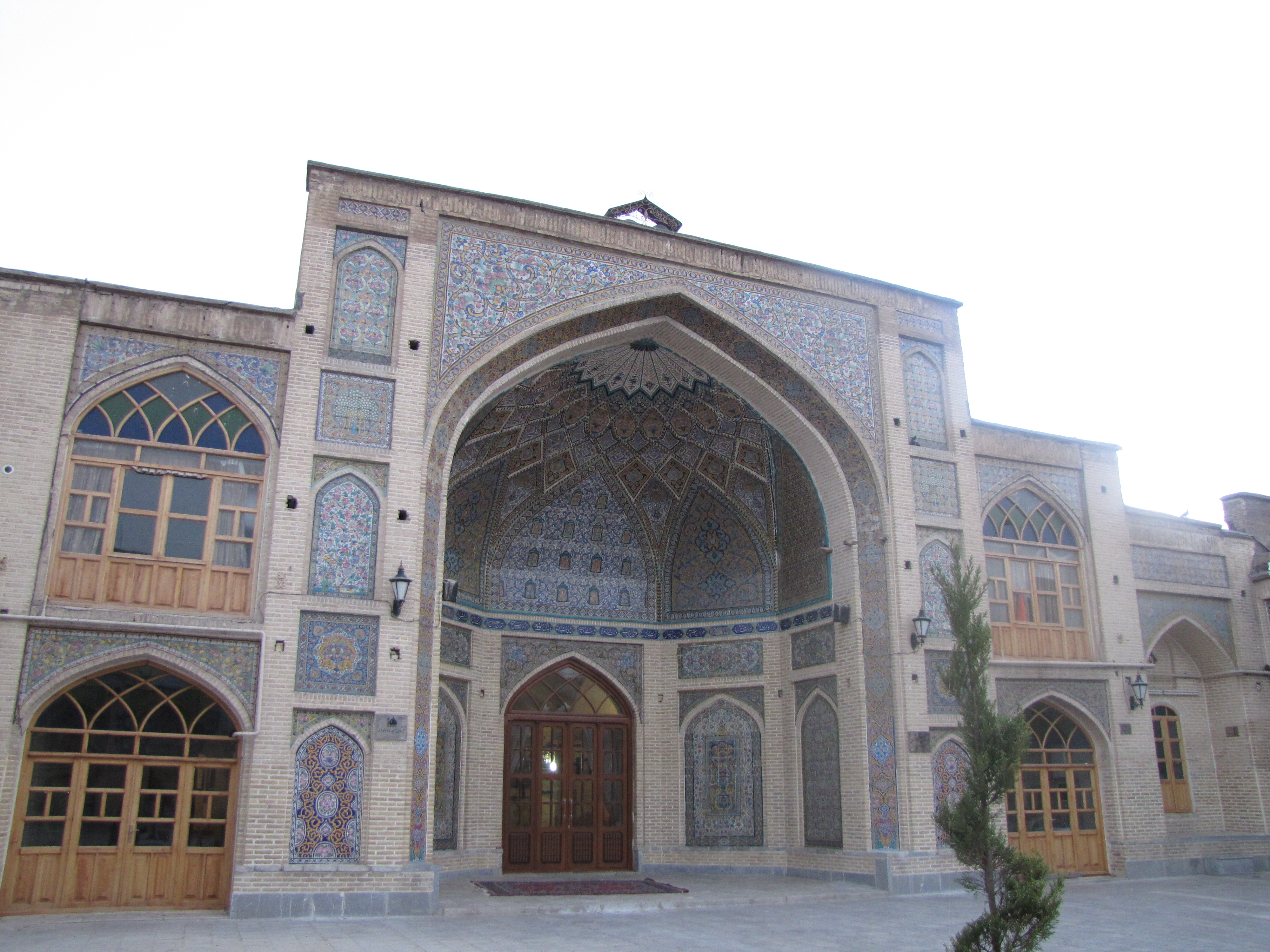
نمایی از مسجد عمادالدوله در کرمانشاه
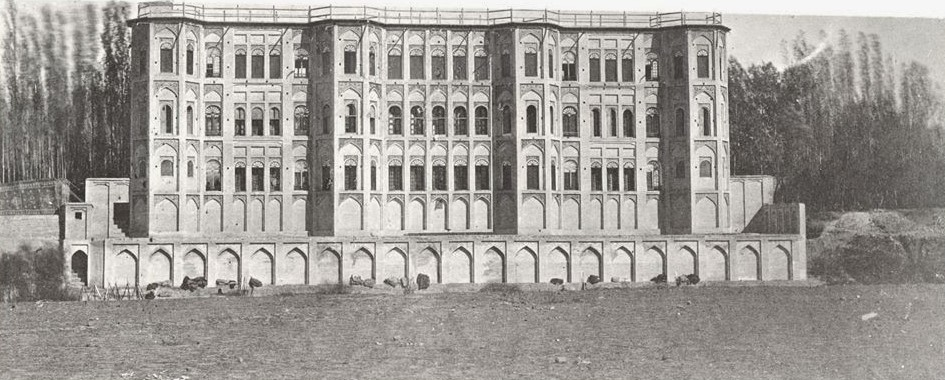
تصویری از کاخ عمادیه
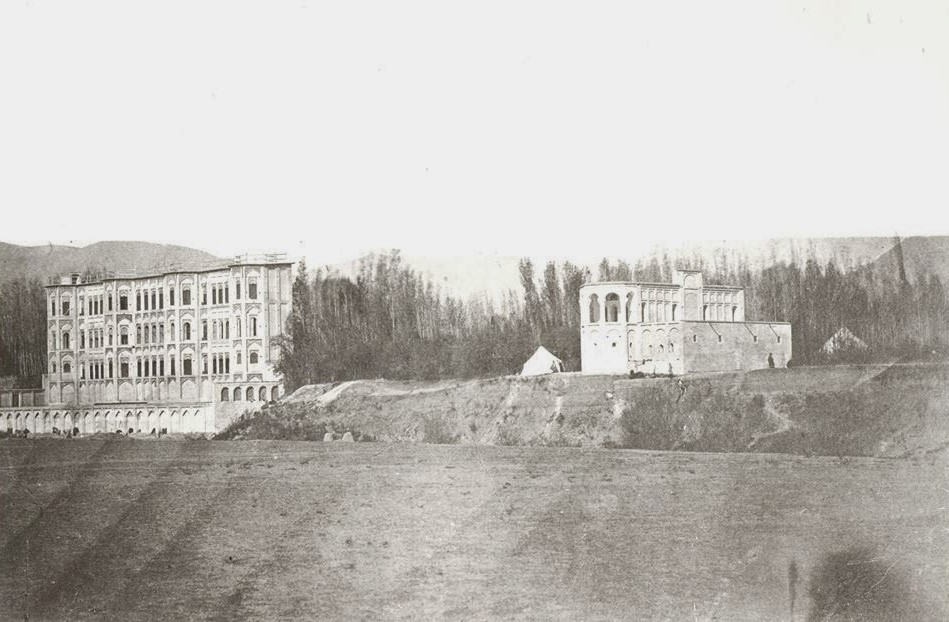
تصویری از کاخ عمادیه